# Vrbové
Vrbové is een Slowaakse gemeente in de regio Trnava, en maakt deel uit van het district Piešťany. Vrbové telt 6.309 inwoners.

## Geboren
- Jozef Adamec (1942), Slowaaks voetballer en voetbalcoach